# Vive l'Algérie française !
Pour les différents sens pouvant être attribués à l'expression « Algérie française », voir Algérie française (expression).
« Vive l'Algérie française ! » est une phrase prononcée par le président du Conseil Charles de Gaulle, en visite officielle dans le département d'Oran, à la fin d'un discours à Mostaganem le 6 juin 1958. Celui-ci déclencha une grave crise politique à ce jour entre les Français d'Algérie et la France puisqu'il semblait démontrer le soutien du chef du gouvernement aux anti-indépendantistes français d'Algérie dont le slogan était justement « Algérie française ! » (voir l'ORAF), qui deviendra le nom d'un parti politique dans les départements d'Algérie, le Front de l'Algérie française (FAF), et en métropole, le Front national pour l'Algérie française (FNAF). 
Incidemment, cet événement fut porteur d'une espérance. Une fois déçue, avec l'acheminement vers la Paix des braves (le 23 octobre 1958), puis le choix de l'autodétermination (le 16 septembre 1959), elle fut vécue comme un « malentendu » par les gaullistes, comme une « trahison » par des Français d'Algérie, compatriotes métropolitains et gaullistes déçus (comme Jacques Soustelle ou Georges Bidault), ou comme un « déshonneur » par des officiers de l'Armée française. Les plus déterminés de ces derniers tentèrent d'assassiner de Gaulle pour ces motifs précis, comme l'atteste la déclaration du lieutenant-colonel Bastien-Thiry lors du procès suivant l'attentat du Petit-Clamart le 2 février 1963.

## Contexte

### Comité de Salut Public
Le général de Gaulle clamait en 1958 : « Tous Français, de Dunkerque à Tamanrasset ! », slogan lancé à cette foule du 13 mai 1958 pour la remercier de lui avoir permis de revenir au pouvoir.

### Premier voyage de de Gaulle en Algérie
Le 1er juin 1958, Charles de Gaulle est officiellement investi président du Conseil. Le 4 juin 1958, il effectue le premier d'une série de voyages officiels en Algérie.

### Discours à Alger «Je vous ai compris!» (4 juin 1958)
Le 4 juin 1958, le chef du gouvernement Charles de Gaulle, vêtu de son uniforme de général, se rend à Alger, où il délivre un discours au Forum, lieu du putsch du 13 mai 1958, commençant par la formule devenue célèbre : « Je vous ai compris. » Le discours comprend également un passage fort et qui a été largement diffusé par les populations voulant rester françaises : « À partir d'aujourd'hui, la France considère que, dans toute l'Algérie, il n'y a qu'une seule catégorie d'habitants : il n'y a que des Français à part entière. »

### Discours à Oran (6 juin 1958, matin)
Extrait du discours :

« La France est ici, avec sa vocation. Elle est ici pour toujours… Il faut qu’il n’y ait en Algérie rien d’autre que dix millions de Français et Françaises avec les mêmes droits et les mêmes devoirs… Oui, oui, oui ! La France est ici pour toujours… »

## Discours
L'allocution de Mostaganem fait suite à celle d'Oran quelques heures auparavant, bien que semblable, mais le contenu s'en distingue par l'emploi unique et historique de la formule « Vive l'Algérie française ! »,. Le discours a lieu dans l'après-midi et se déroule au balcon de l'hôtel de ville de Mostaganem, où de Gaulle s'adresse à la foule européenne et musulmane assemblée sur la place.

## Controverses

### Contradiction entre retranscription officielle et archives historiques
La retranscription officielle du texte de l'allocution de Mostaganem par la Fondation Charles-de-Gaulle, organisation fondée en 1971 par des gaullistes quelques mois après la disparition de Charles de Gaulle, diffère des captations de l'époque (la scène est filmée et un enregistrement audio est pressé sur disque vinyle). Le passage controversé est précisément celui de la prononciation de « Vive l'Algérie française ! ». Sur son site officiel, la Fondation de Gaulle change l'emplacement de la formule et la justifie en proposant une « indication scénique » qui l'interprète et en change la portée :
« Vive Mostaganem !
Vive l'Algérie !
Vive la République !
Vive la France !
Le Général s'éloigne du micro. La foule scande : « Algérie française ». Le Général revient au micro et dit : « Vive l'Algérie française » »
Cette version gaulliste entre en contradiction avec la version historique dont témoignent les archives audiovisuelles,:
« Vive Mostaganem !
Vive l'Algérie française !
Vive la République !
Vive la France ! »
La foule scande : « Algérie française ».
En 1977, dans son ouvrage A Savage War of Peace (traduit en français en 1980 et réédité plusieurs fois depuis par Albin Michel), Alistair Horne, historien britannique spécialiste de l'histoire de France, relève également que « la parole tant attendue » par la foule, « Vive l'Algérie française ! » précède « Vive la République ! » dans le crescendo des vivats du général.

### Contradiction avec la politique algérienne
La parole tenue par de Gaulle lors de son premier voyage en Algérie, en particulier lors des allocutions d'Alger et de Mostaganem, qui donnèrent lieu à une « fraternisation » entre les communautés d'Algérie, est celle du serment de l'intégration. Intégration démographique, celle des musulmans (qui pour l'administration de l'époque sont des « citoyens français de statut coranique ») mais aussi territoriale, avec l'affirmation du rattachement indéfectible des départements d'Algérie créés en 1848 (voir Algérie française) à la République française.
Ainsi à Mostaganem, le chef du gouvernement nouvellement investi proclame : « tous les Français d'Algérie sont les mêmes Français. Dix millions d'entre eux sont pareils, avec les mêmes droits et les mêmes devoirs », « c'est grâce à cela que la France a renoncé à un système qui ne convenait ni à sa vocation, ni à son devoir, ni à sa grandeur », puisqu'« il n'y a plus ici, je le proclame en son nom et je vous en donne ma parole, que des Français à part entière, des compatriotes, des concitoyens, des frères qui marchent désormais dans la vie en se tenant par la main […] ». Ce discours est relayé par des tracts de propagande largués au-dessus de l'Algérie et assenant un slogan qui a fait florès : « 55 millions de Français de Dunkerque à Tamanrasset ».
Pourtant, comme l'écrit quarante ans après l'indépendance de l'Algérie, Paul-Marie de La Gorce dans la revue Historia, la parole privée de Charles de Gaulle est contradictoire avec les allocutions, comme lorsqu'il confie à Alain Peyrefitte et Jean de Broglie (futur secrétaire d'État aux Affaires algériennes) :

« L'Algérie française, ce n'est pas la solution, c'est le problème ! Ce n'est pas le remède, c'est le mal ! […] Il suffit de passer quelque temps en Algérie pour se rendre compte que le peuple arabe est inassimilable. Et sous tous les régimes, l'administration a régulièrement brimé les indigènes au profit des colons. »

De fait, avec son appel en 1961 au « Oui » lors du référendum sur l'autodétermination en Algérie dont il prend lui-même l'initiative, de Gaulle, est en réalité le promoteur de ce qu'il nommera dans ses allocutions télévisées, l'« Algérie algérienne ».

## Conséquences

### Affaire du Petit-Clamart
Lors de son procès, l'accusé conspirateur Jean-Marie Bastien-Thiry fait référence à l'allocution de Mostaganem, entre autres ; il déclare à la cour militaire :

« […] des engagements solennels furent pris devant le peuple français, devant l'Armée et devant les différentes communautés d'Algérie par celui qui personnifiait le nouveau pouvoir politique. Ces engagements furent pris sous forme de serments à Oran, à Mostaganem, à Bône et autres lieux de la terre algérienne ; et ces serments proclamèrent que l'Algérie resterait terre française et que tous les habitants d'Algérie deviendraient des Français à part entière. Ces engagements, nul n'était obligé de les prendre ; ces serments, nul n'était obligé de les prêter ; mais dès lors qu'ils étaient pris par un chef de gouvernement nouvellement investi, ils avaient valeur de programme politique. Serments prêtés par un officier général en uniforme devant d'autres officiers et soldats, c'était une question d'honneur, d'honnêteté intellectuelle et de simple bonne foi de tout faire, de faire tout ce qui était humainement possible pour honorer ces engagements et pour tenir ces serments. »

### Sources et bibliographie
- Charles de Gaulle et André Passeron, De Gaulle parle des institutions, de l'Algérie, de l'armée, des affaires étrangères, de la Communauté, de l'économie et des questions sociales, Plon, 1962

### Filmographie
- La Guerre d'Algérie, Yves Courrière & Philippe Monnier, Reggane Films, 1972
- OAS une histoire interdite, François Margolin & Georges-Marc Benamou, Margo Films, 2008

### Discographie
- Jacques Soustelle : profil Du Gaullisme, collection « Hommes et faits du XXe siècle », SERP, 33 tours.
- Mai 1958 : 10 millions de français vous parlent, vol. 1, 33 tours.
- Mai 1958 : 10 millions de français vous parlent, vol. 2, 33 tours.

### Archives audiovisuelles INA
- Le général de Gaulle à Oran et Mostaganem, Journal télévisé de 13 h, ORTF, 7 juin 1958 (muet).
- De Gaulle à Oran et Mostaganem, Journal Télévisé de la nuit, ORTF, 7 juin 1958 (muet).
- Le Général De Gaulle à Oran et Mostaganem, Les Actualités Françaises, ORTF, 11 juin 1958.
- Voyage du général de Gaulle en Algérie, Journal télévisé de la nuit, ORTF, 02/07/1958 (muet).